# Geoffrey Reginald Gilchrist Mure
Pour les articles homonymes, voir Mure.
Geoffrey Reginald Gilchrist Mure, 8 avril 1893 – 24 mai 1979, est un philosophe appartenant au courant de l'idéalisme britannique et professeur à l'université d'Oxford, spécialiste des écrits de Hegel.

## Ouvrages
G. R. G. Mure a écrit plusieurs ouvrages et articles.
Publications
- Posterior Analytics, traduction d'Aristote, édité par W D Ross (en) (1925)
- Aristote (1932)
- An Introduction to Hegel (1940)
- A Study of Hegel's Logic (1950)
- Retreat from Truth (1958)
- Some Elements in Hegel's Logic: Dawes Hicks lecture on philosophy (1959)
- The Philosophy of Hegel (1965)
- The Economic and the Moral in the Philosophy of Benedetto Croce, Reading : University of Reading, 1966
- Idealist Epilogue (1978)[1].

Articles et introductions
- The Marriage of Universals (I), Journal of Philosophical Studies [puis Philosophy], 3 : 11 juillet 1928, 313-23
- The Marriage of Universals (II), Journal of Philosophical Studies [puis Philosophy], 3 : 12 octobre 1928, 443-56
- Change, Philosophy, 9 : 35, juillet 1934, 293-301
- Change (II), Philosophy, 9 : 36, octobre 1934, 450-60
- Oxford and Philosophy, Philosophy, 12 : 47, juillet 1937, 291-301
- The Organic State, Philosophy, 24 : 90, juillet 1949, 205-18
- Benedetto Croce and Oxford, Philosophical Quarterly, 4 : 17 octobre 1954, 327-331
- F.H. Bradley, Encounter, 88, janvier 1961, 28-35
- Foreword to F.G. Weiss, Hegel's Critique of Aristotle's Philosophy of Mind, The Hague : Martinus Nijhoff, 1969, xi-xxv
- Hegel: How, and How Far, is Philosophy Possible? in F.G. Weiss, Beyond Epistemology, The Hague : Martinus Nijhoff, 1974, 1-29
- Cause and Because in Aristotle, Philosophy, 50 : 193, juillet 1975, 356-7

Fiction
- Josephine: A Fairy Thriller (1937)
- The Boots and Josephine (1939)

## Source de la traduction
- (en) Cet article est partiellement ou en totalité issu de l’article de Wikipédia en anglais intitulé « Geoffrey Reginald Gilchrist Mure » (voir la liste des auteurs).